# Godbrange
Godbrange (en luxemburguès: Guedber; en alemany: Godbringen) és una vila de la comuna de Junglinster, situada al districte de Grevenmacher del cantó de Grevenmacher. Està a uns 15 km de distància de la ciutat de Luxemburg.